# Попытка государственного переворота в Чаде (2004)
Попытка государственного переворота в Чаде была предпринята против президента Чада Идриса Деби в ночь на 16 мая 2004 года.

## Ход попытки переворота
Попытка переворота первоначально представлялась правительством Чада как мятеж с требованием военных поднять уровень зарплат и улучшением условий службы, по сообщениям министра информации Чада Моктара Вавададжаба BBC: мятеж закончился без единого выстрела, и никто не был убит или ранен. На самом же деле мятеж был быстро подавлен силами преданных президенту военных в ходе кратковременной перестрелки, около 80 повстанцев и их главарь полковник Бешир Хаггар были арестованы, а президент Чада позднее признал всю серьёзность произошедшего. В телевизионном обращении к нации 18 мая Деби подтвердил, что члены Национальной и Президентских гвардий совершили покушение на его жизнь: "Группа фанатиков и манипулируемых офицеров пыталась нарушить функционирование институтов республики в ночь на 16 мая… Их тайной целью было убийство президента."

## Причины
Среди возможных причин переворота наиболее вероятными выглядят две. По первой из них к мятежу привело решение Идриса Деби в третий раз избираться и получить президентский мандат, которое требовало изменений в Конституции. Поправки к Конституции могли внести  члены Национальной ассамблеи, большинство которых контролировалось президентом; в непосредственный день перед попыткой переворота необходимые Деби поправки к Конституции были проведены через ассамблею. Это привело к сильной напряжённости в высших кругах власти, особенно среди выходцев из загава, этнической группы самого Деби; в результате в попытку переворота были вовлечены высшие офицеры из народа загава, влиятельные политические союзники президента, такие как Даусса Деби, сводный брат Идриса Деби, братья-близнецы Эрдими (Том и Тимам, племянники президента). Подозрения касательно Дауссы Деби окажутся необоснованными, в то время как 12 декабря 2005 года братья Эрдими были признаны правительством главными организаторами неудавшегося переворота. Они же станут ключевыми фигурами следующей попытки государственного переворота, имевшей место в марте 2006 года.
Другая возможная причина попытки переворота была связана с внешнеполитическими решениями Деби в отношении конфликта в Дарфуре; в это время Деби старался сохранить хорошие отношения с Суданом, что вызывало недовольство со стороны ряда высших офицеров Вооружённых сил Чада, многие из которых поддерживали повстанцев материально, политически и финансово. Конец каким-либо удовлетворительным отношениям с Суданом пришёл в следующем году, когда разразилась Вторая гражданская война в Чаде.